# Brunfelsia lactea
Brunfelsia lactea är en potatisväxtart som beskrevs av Carl Karl Wilhelm Leopold Krug och Urb. Brunfelsia lactea ingår i släktet Brunfelsia och familjen potatisväxter. Inga underarter finns listade i Catalogue of Life.

## Bildgalleri

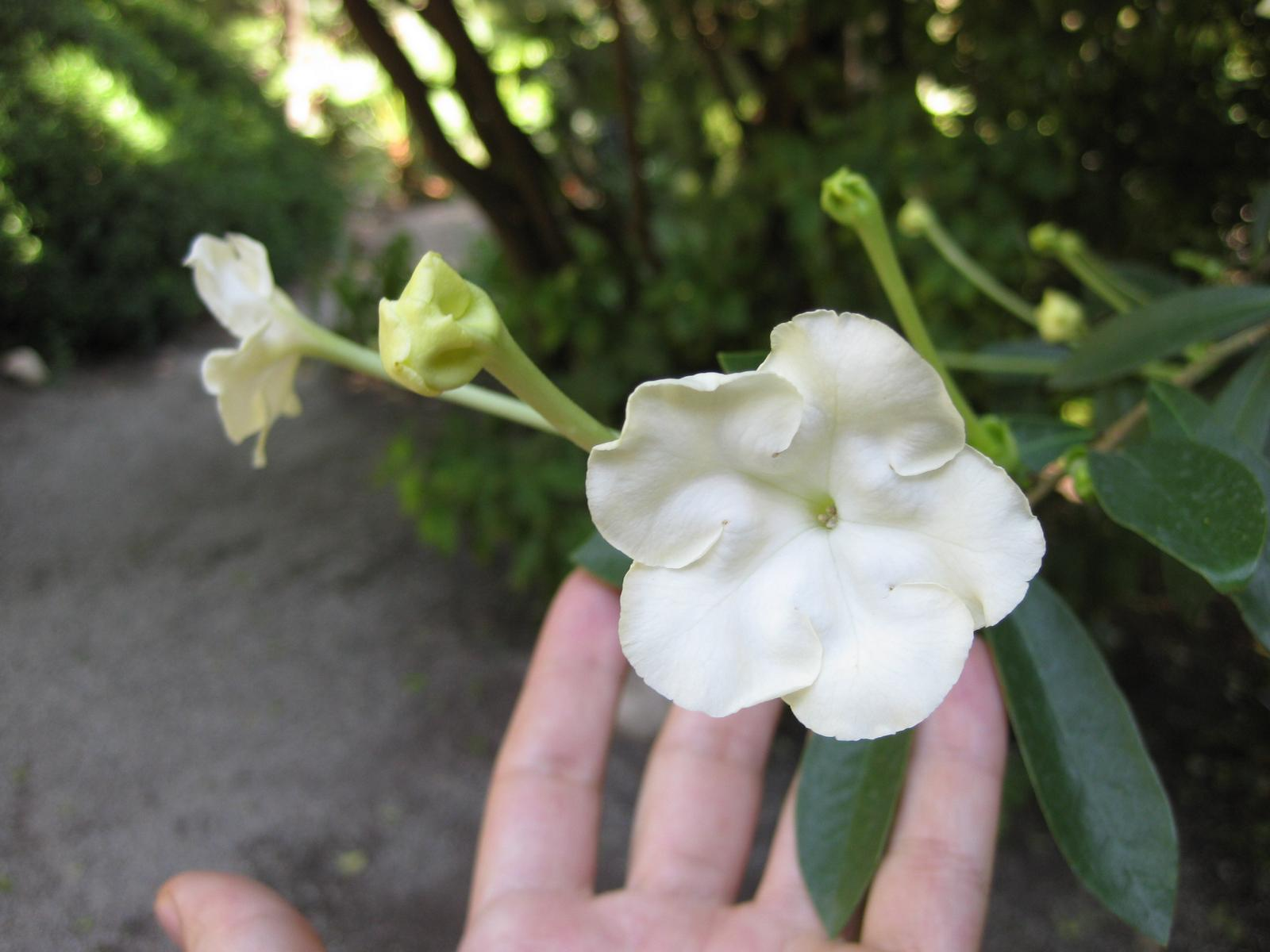
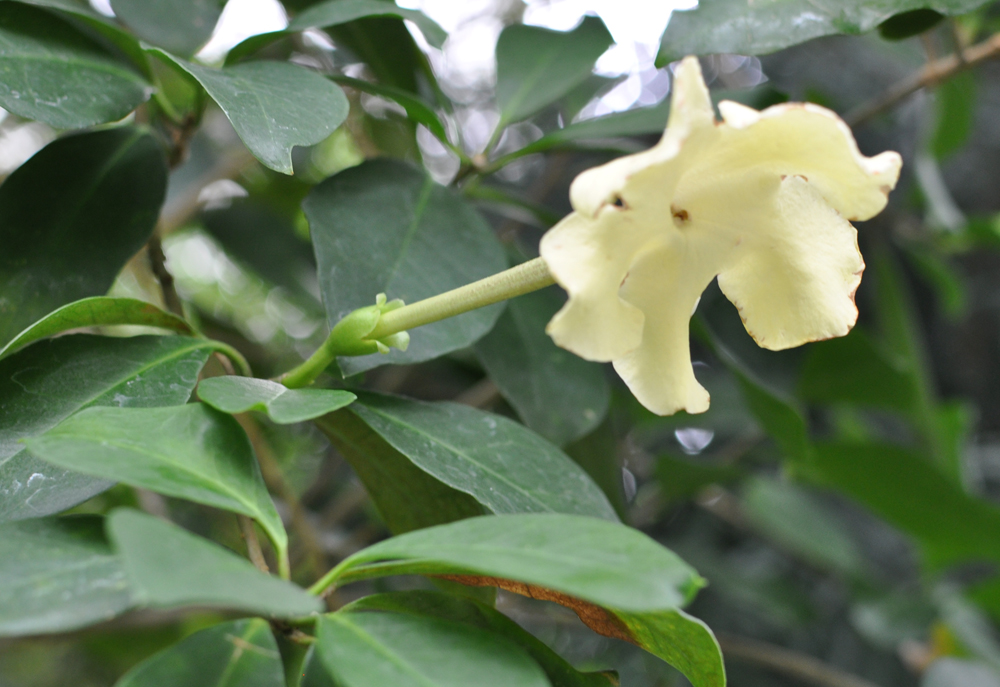
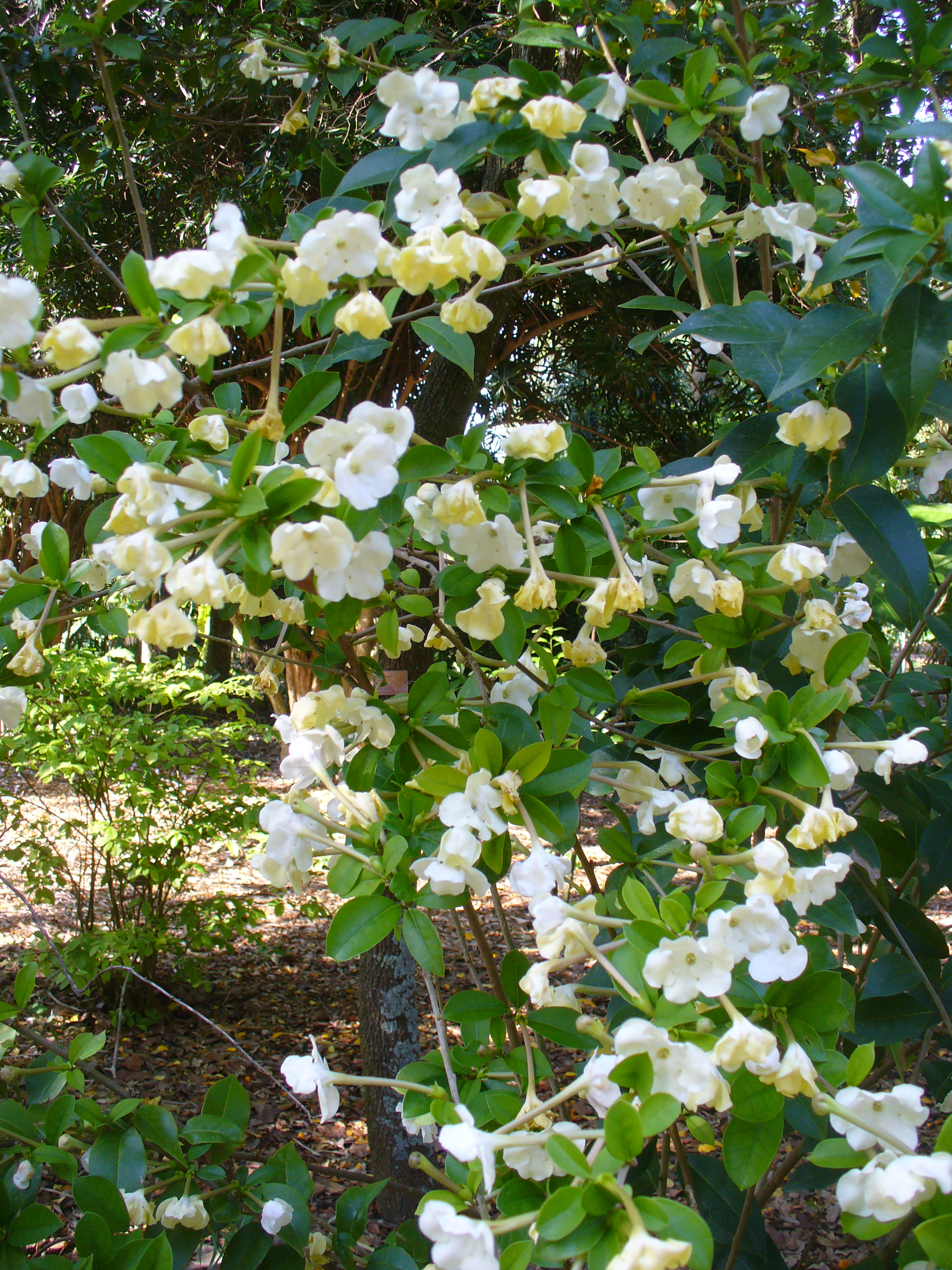
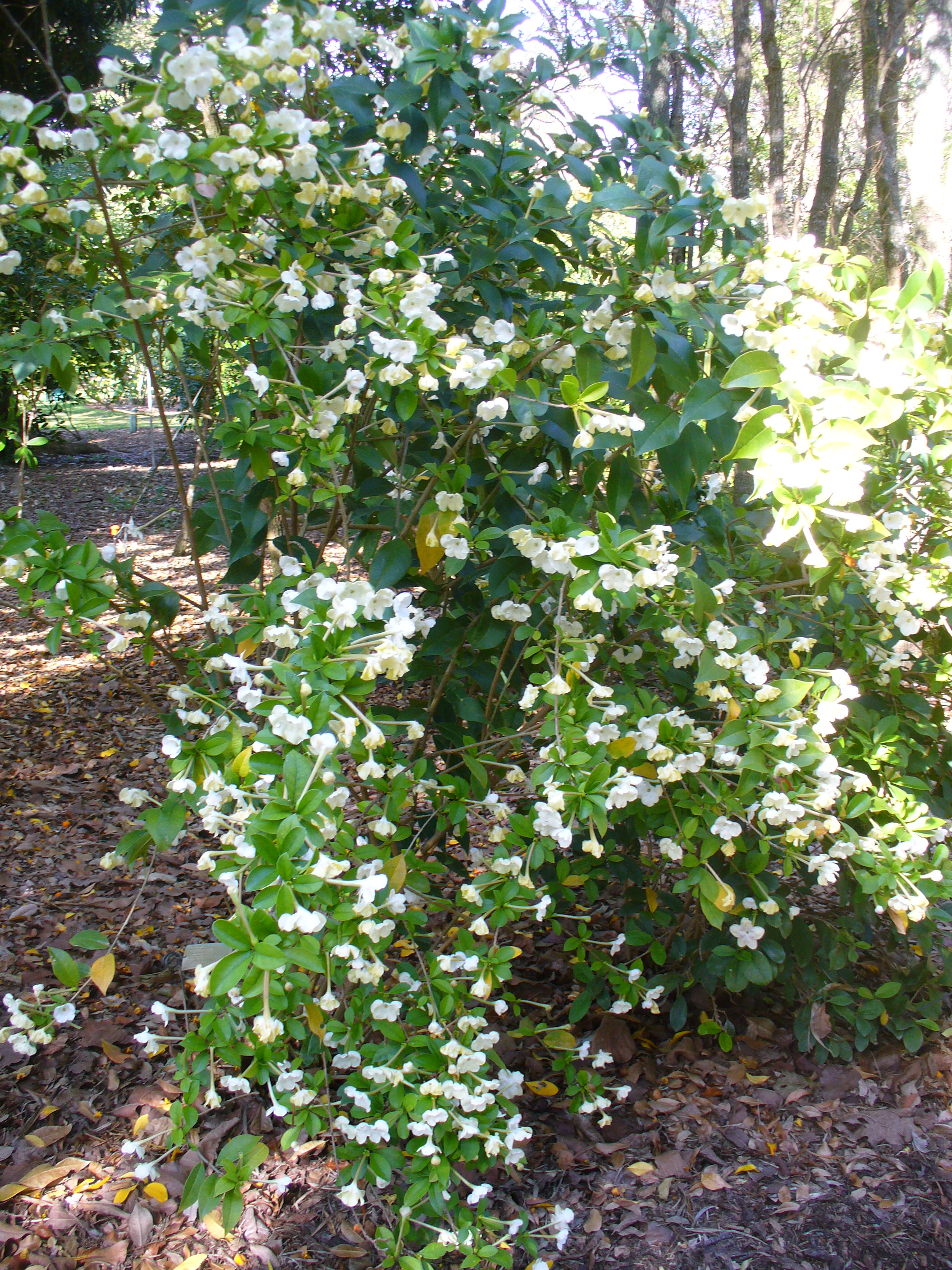
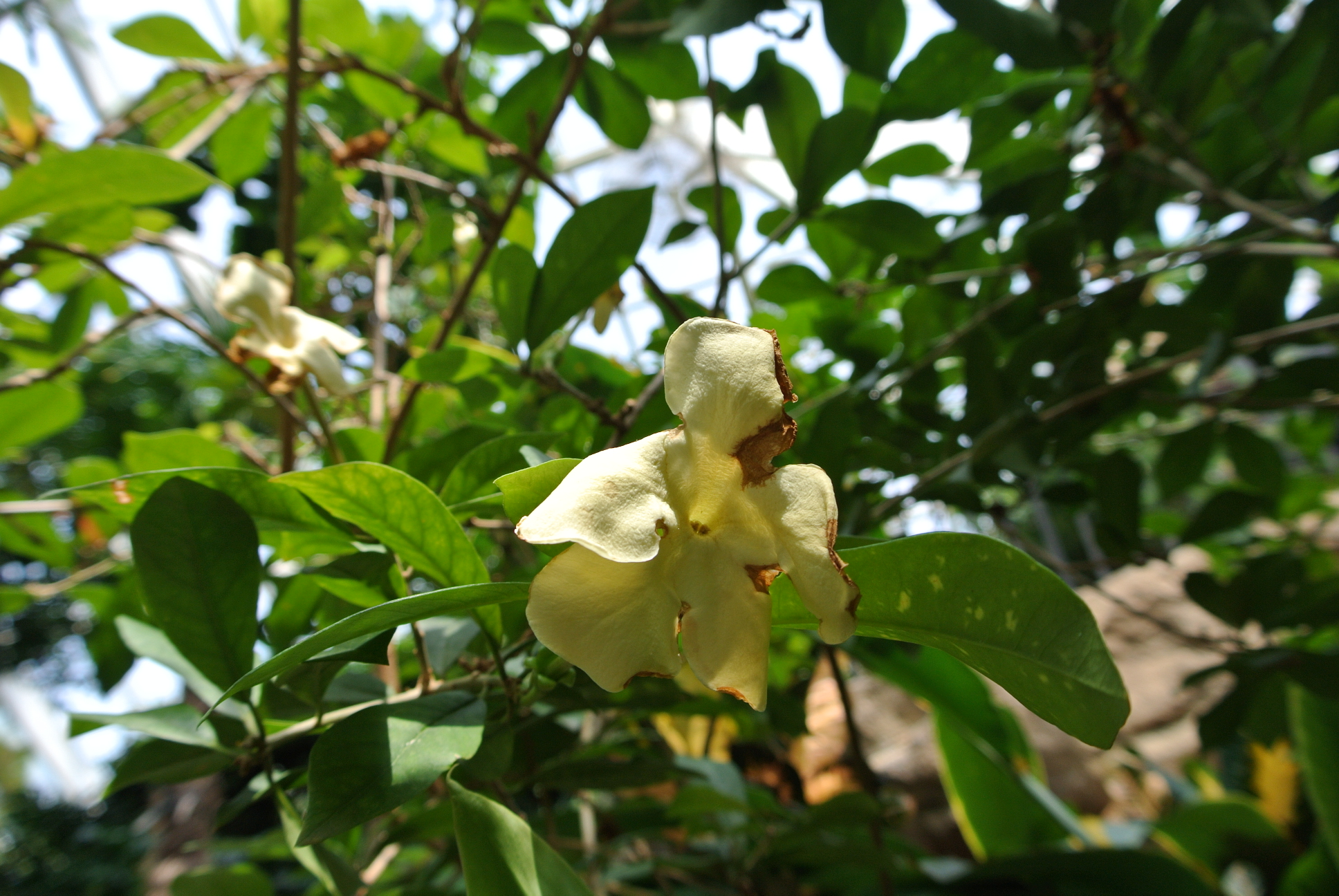